# Caryophyllia octonaria
Espèce
Statut CITES
Caryophyllia octonaria est une espèce de coraux appartenant à la famille des Caryophylliidae.